# Смитсоновский музей американского искусства
Смитсоновский музей американского искусства (англ. Smithsonian American Art Museum; сокр. SAAM, бывший National Museum of American Art) — музей в Вашингтоне, США.
Основан в 1829 году, когда вашингтонец Джон Уорден предложил создать городской музей для хранения своей коллекции европейской живописи. В настоящее время музей имеет одну из крупнейших и наиболее представительных коллекций искусства от колониального периода до современности, выполненных в США; располагает работами более чем 7000 художников. Он предоставляет электронные ресурсы для школ и общественности в рамках национальной программы образования, имея в своей базе данных более чем 500 000 записей. Музей проводит с 1951 года передвижные выставки, которые по состоянию на 2013 год посетило более 2,5 миллиона человек.

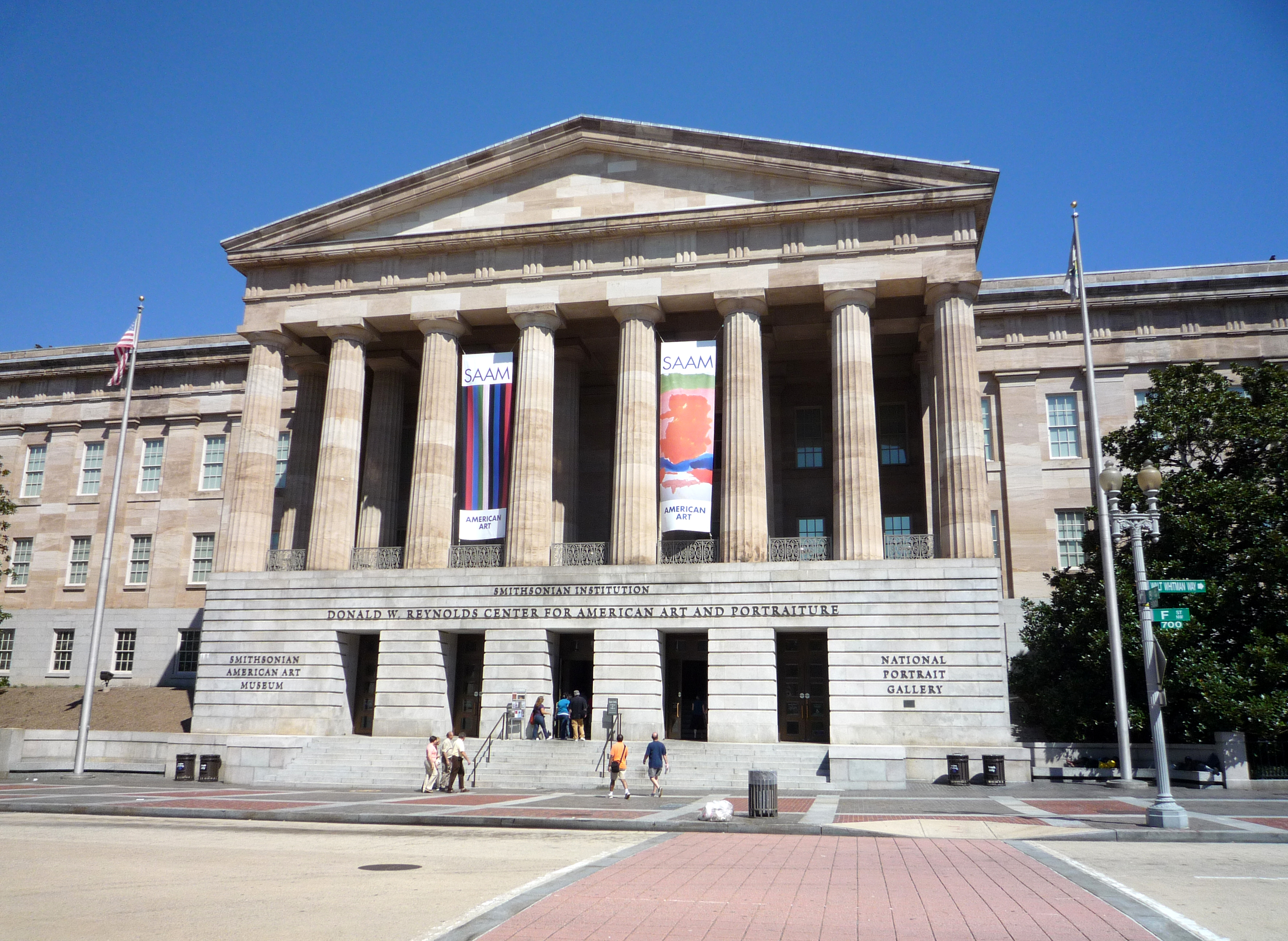
Портал главного здания

Главное здание музея, являющееся Национальным историческим памятником США, расположено в центре Вашингтона. В 2008 году Американский альянс музеев переаккредитовал Смитсоновский американский художественный музей; его директором по состоянию на 2015 год была Элизабет Браун (англ. Elizabeth Broun). Сейчас секретарь SAAM — Лонни Дж. Банч III (англ. Lonnie G. Bunch III): 14-й по счету, он вступил в должность 16 июня 2019 года.
Главное здание (англ. Old Patent Office Building) является примером неогреческого стиля и было спроектировано архитекторами Робертом Миллсом (англ. Robert Mills) и Томасом Уолтером (англ. Thomas U. Walter). В 1990-х годах в нем были проведены восстановительные работы.
Интересно, что президент Авраам Линкольн провёл свой инаугурационный бал 6 марта 1865 года в одной из галерей музея, ныне носящей его имя — Lincoln Gallery.